# Christie Brinkley
Pour les articles homonymes, voir Brinkley.
Christie Brinkley, née le 2 février 1954, est un mannequin, actrice et femme de lettres américaine. Sa photo est apparue sur des centaines de pages couvertures de magazines de mode et de sport. Elle a été le mannequin officiel de la marque CoverGirl (en) pendant 25 ans.

## Carrière
Venue du Michigan pour s’installer avec sa famille à Los Angeles, elle suit les cours du Lycée français avant de rejoindre Paris en 1973 et étudier l’art.
Alors qu’elle débute comme illustratrice elle est remarquée par un photographe, qui la ramène aux États-Unis où elle entrera sous contrat avec l'agence Ford. Là elle débute dans des magazines de sports et des spots de télé qu’elle enchaîne sans trêve, faisant ainsi la promotion de produits de régime et du matériel d'aérobic. Quelque temps plus tard, John Casablancas la débauche pour son agence.
Elle cumule au-delà de trente ans de carrière et plus de 500 couvertures de magazines : Vogue, Newsweek, Rolling Stone, Life, Harper's Bazaar, Glamour, PHOTO, Cosmopolitan, Esquire, Sports Illustrated, Elle, etc. Christie Brinkley n'a jamais oublié sa seconde patrie, la France, qui l'a accueillie et aidée à devenir célèbre,.
Se faisant une spécialité dans le domaine, Christie Brinkley partage ses secrets de beauté, publie des livres pour une alimentation équilibrée et surfe sur la vague du nouvel âge diététique.
Elle a joué pour la première fois en tant qu'actrice dans le film Bonjour les vacances en 1983, dans le rôle de la fille conduisant la Ferrari rouge.
S’engageant en fin de carrière dans les causes les plus diverses, elle défend nombre d’organisations pour la santé, contre les armes, les dangers du nucléaire ou encore pour la sauvegarde de l’environnement ou la cause des femmes.
En 2019 elle participe à la 28e saison de Dancing with the Stars . À trois jours de la première de l'épisode, elle se blesse et abandonne. Sa fille Sailor Brinkley Cook décide la remplace alors.

## Vie privée
Elle est la fille de Herbert Hudson et Marjorie Hudson.
Christie Brinkley a eu une relation amoureuse avec Olivier Chandon de Brailles, héritier de la fortune des champagnes Moët et Chandon. Chandon est mort en 1983 dans un accident. Ils s'étaient rencontrés en 1972 au Studio 54 à New York, lors d'une réception de promotion d'un calendrier dans lequel Christie apparaissait.
Christie Brinkley a été mariée quatre fois :
- Jean-François Allaux (1973–1981)[10] ;
- Billy Joel (1985–1994), qui lui a dédié la chanson Uptown Girl. De ce mariage naît une fille, Alexa Ray Joel, née le 29 décembre 1985. Le deuxième prénom d'Alexa était un hommage à Ray Charles, une des idoles musicales de Joel. Les deux ont divorcé le 25 août 1994, mais le couple est resté en bons termes[10] ;
- Richard Taubman (1994–1995). De ce mariage naît Jack Paris Brinkley Taubman, née le 2 juin 1995[10] ;
- Peter Halsey Cook (1996-2008). De ce mariage naît une fille, Sailor Brinkley Cook, née le 2 juillet 1998[10].

À tout juste 70 ans, elle révèle en mars 2024, son diagnostique d'un cancer de la peau.